# لاغری ایدئال
لاغری ایدئال (انگلیسی: The Thin Ideal) برداشتی رایج است که ریخت ایدئال تن زنان را در لاغری، باریکی کمر، و پایین بودن چربی بدن می‌داند.
ابعاد لاغری ایدئال به دلایل گوناگون روزبه‌روز کاهش می‌یابد و همزمانی آن با روند روبه‌رشد چاقی، دستیابی به بدن ایدئال را برای زنان دشوار می‌سازد.
این امر باعث ایجاد شکافی بین شکل واقعی بدن زنان به‌طور میانگین و تصویر بدنی مورد نظر می‌شود و بسته به مقداری که ایدئال لاغری «درونی‌سازی» شده‌است، ممکن است پیامدهای روانشناختی جدی‌ای داشته باشد.
اصلی‌ترین نکته برای کاهش وزن سالم و اصولی این است که فعالیت بدنی خود را افزایش دهید و زمان بی تحرکی را کاهش دهید و در میزان خوردن و نوشیدن خود تغییراتی به وجود آورید و سعی کنید غذاها و نوشیدنی‌های کم کالری را مصرف کنید و همچنین اگر احساس می‌کنید دلتان غذاهای پرکالری می‌خواهد آن‌ها را فقط گهگاهی استفاده کنید و از مصرف مداوم آن جدا پرهیز کنید حتماً در مورد اینکه کدام غذاها و نوشیدنی‌ها پر کالری هستند آگاه باشید و مطالعه کنید چرا که اطلاع داشتن از این نوع غذاهای چرب موجب می‌شود تا شما غذاهای به مراتب سالم تری انتخاب کنید.
اگر احساس می‌کنید جداول کالری شمار به شما برای انتخاب غذا و نوشیدنی‌های سالم و کم کالری کمک می‌کند از آن استفاده کنید ولی در عین حال اجازه ندهید که اعداد و کالری‌های داخل جدول باعث دلسردی و ناامیدی شما شود. در برخی همین نگرانی باعث می‌شود که فرد دچار ضعف و سوء تغذیه شود پس حتماً مراقب باشید و فراموش نکنید که این پروسه قرار است به راحتی و کم‌کم ادامه پیدا کند تا به هدف نهایی شما که وزن ایدئال است، برسد.

## عوامل تأثیر گذار در لاغری ایدئال

### تغییر نگرش و طرز فکر
اگر ذهنیت درستی در مورد کاهش وزن و کم‌تر خوردن نداشته باشید مسلماً نمی‌توانید رعایت کنید و نتیجه اثر بخشی نخواهد داشت. باید قبل از شروع به لاغر شدن نگرش و طرز فکر خود را نسبت به آن تغییر دهید و شرایط جدید را به عنوان یک سبک زندگی جدید و سالم بپذیرید. در این صورت هنگام سختی‌ها و چالش‌ها اراده لازم برای نخوردن خوراکی‌های مضر را خواهید داشت.

### تغییر عادات غذایی
با توجه به نوع رژیم غذایی و میزان کاهش وزن مورد نظر، باید مواد جایگزین‌های مناسبی برای مواد غذایی پر کالری و مضر انتخاب کرد؛ مثلاً به جای استفاده از چیپس و پفک از میوه‌ها خشک مانند توت یا برگه زرد آلو می‌توان استفاده کرد. به‌طور کلی تا جایی که امکان دارد باید از خوردن مواد خوراکی صرفاً پر کالری که هیچ ارزش غذایی ندارند جلوگیری کرد چرا که این مواد انرژی زیادی را وارد بدن شما می‌کنند اما ارزش‌های غذایی لازم مانند ویتامین‌ها و مواد معدنی را همراه خود ندارند.

### تغییر عادات فیزیکی و فعالیت‌ها
در کنار عادات غذایی میزان فعالیت شما نیز بسیار اهمیت دارد. فعالیت روزانه و در کنار آن ورزش کردن، کمک شایانی به داشتن بدنی سالم با وزن ایدئال می‌کند؛ مثلاً به جای استفاده از آسانسور سعی کنید از پله استفاده کنید یا برای مسیرهای کوتاه از خودرو استفاده نکنید و پیاده‌روی را بیشتر کنید. به‌طور کلی هر فعالیت اضافه ای به رسیدن به وزن ایدئال و لاغری کمک می ند.